# Omalaspis davydovi
Omalaspis davydovi is een vliesvleugelig insect uit de familie van de Figitidae. De wetenschappelijke naam van de soort is voor het eerst geldig gepubliceerd in 1927 door Belizin.